# Stazione di Aquileia
La stazione di Aquileia era una stazione posta lungo la linea ferroviaria Cervignano-Aquileia-Pontile per Grado.

## Storia
La stazione era collocata in località Santo Stefano ad Aquileia. È un piccolo edificio in muratura. Successivamente alla dismissione della stazione, nel 1970 venne aggiunta una copertura in metallo e laminati ondulati che funge da copertura per due piste per il gioco delle bocce. Queste ultime furono ricavate nel piazzale dei binari.

Il 28 ottobre 1921, durante un rito nella basilica di Aquileia, fu scelta la salma del Milite Ignoto e solennemente collocata su uno speciale convoglio in partenza dalla stazione di Aquileia per Roma.